# Jamaicagrondvink
De jamaicagrondvink (Loxipasser anoxanthus) is een zangvogel uit de familie Thraupidae (tangaren).

## Verspreiding en leefgebied
Deze soort is endemisch op Jamaica.